# Пушкінська (станція метро, Мінськ)
53°54′34″ пн. ш. 27°29′43″ сх. д. / 53.90944° пн. ш. 27.49528° сх. д.
Пу́шкінська (біл. Пу́шкінская) — станція Автозаводської лінії Мінського метрополітену, розташована між станціями Молодіжна та Спортивна. Відкрита 3 липня 1995 року в складі другої черги Автозаводської лінії. До 7 листопада 2005 року була кінцевою.

## Конструкція станції
Колонна трипрогінна мілкого закладення з однією острівною прямою платформою.

## Колійний розвиток
Станція з колійним розвитком - 6-стрілочні оборотні тупики з боку станції «Спортивна».

## Оздоблення
Авторів, архітекторів і художників станції «Пушкінська» (над нею працювали І. Есьман, І. Камишан і Е. Харкова) надихнули пушкінські часи, і вони вирішили, що станція має асоціюватися із золотою добою російської літератури.
Тоді в моді були арки і склепіння. Саме вони і лягли в основу композиційно-художнього рішення «Пушкінської». Несучі перекриття ригелі спираються на два ряди колон, за формою представляють витягнутий напівеліпс. Перспектива візуально підсилює кривизну цих конструкцій. Аналогічне рішення отримали і плити перекриттів. Їх ритм підкреслюють пружні лінії розділових швів.
Світло має підкреслювати і підсилювати архітектурні форми, допомагаючи глибині розкриття основної теми. Лампи денного освітлення приховані від очей пасажирів. Світильники розташовані протягом всієї станції вгорі ригелів, що допомагає створити ефект легкості, особливої легкості вигнутої стелі. А світлові елементи вгорі колон дають уявлення бального залу. Вони урочисто вінчають тему і є її заключним акордом.
Що стосується колірної гамми, то стеля і велика частина стін оформлені в білих відтінках, колони частково мармурові бежеві зі специфічними переливами. На станції відчувається просторість, загальна обстановка трохи урочиста.

## Виходи
Виходи зі станції ведуть до вул. Притицького, просп. Пушкіна, готелю «Орбіта», кінотеатру «Аврора» та Раківського ринку.

## Пересадки
- Автобуси: 49, 50с, 62э, 107, 124, 130, 163;
- Тролейбус: 4, 10, 13, 33, 38, 39, 44, 47, 55, 77

## Події
10 серпня 2020 року під час протестів у Білорусі неподалік від станції загинув протестувальник Олександр Тарайковський. Це була перша жертва протистояння з силовиками.

## Фотогалерея

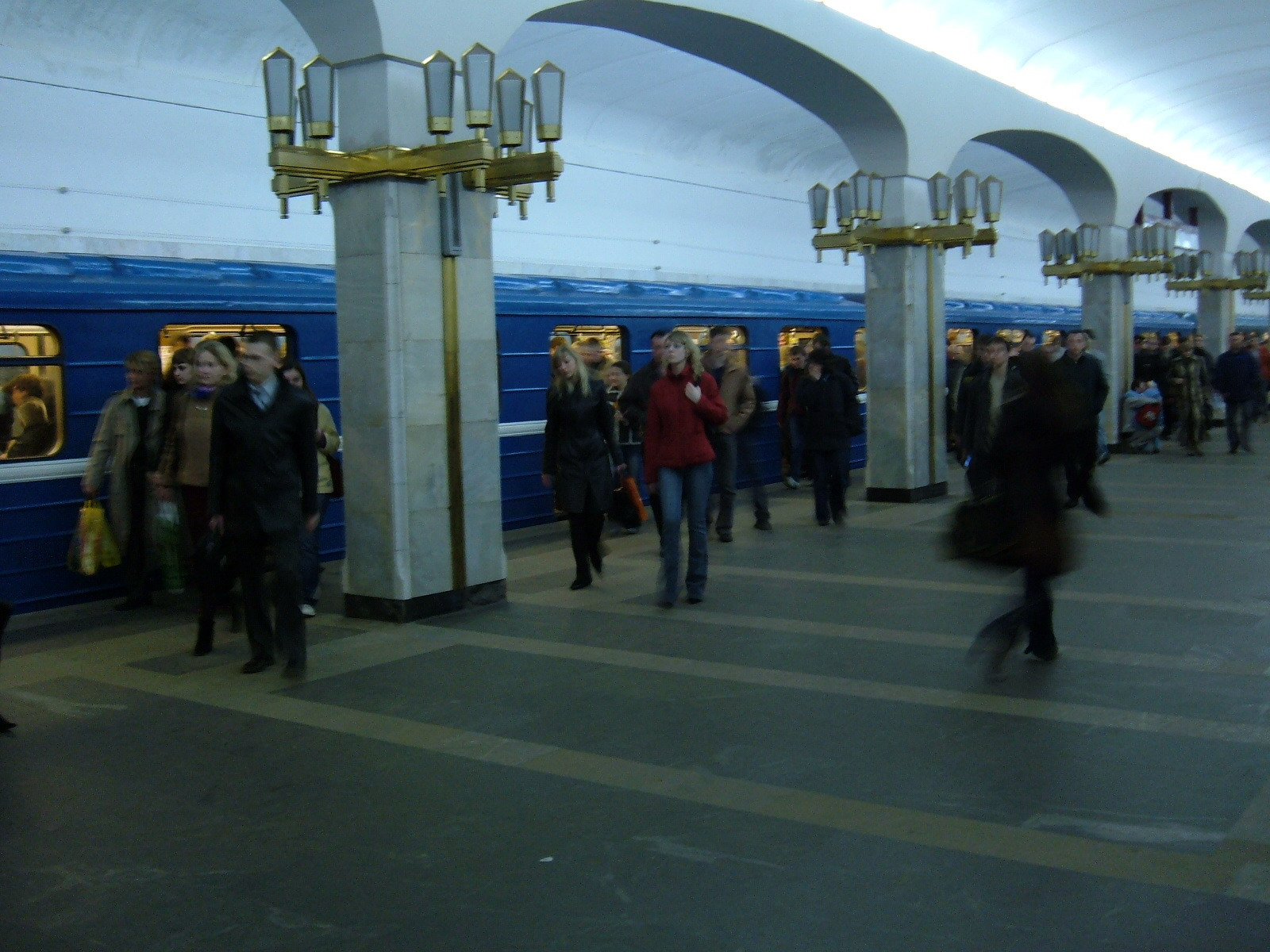
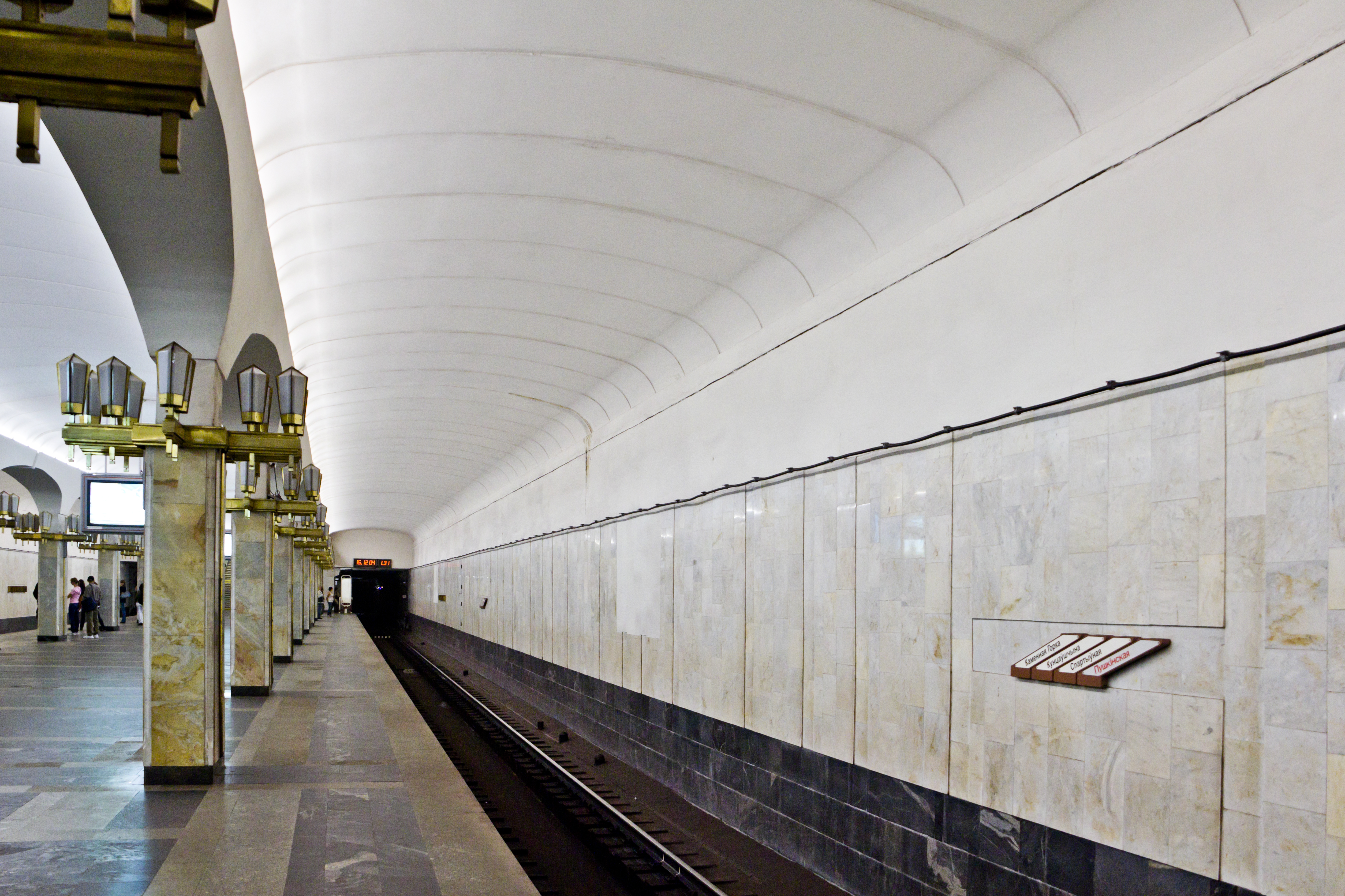
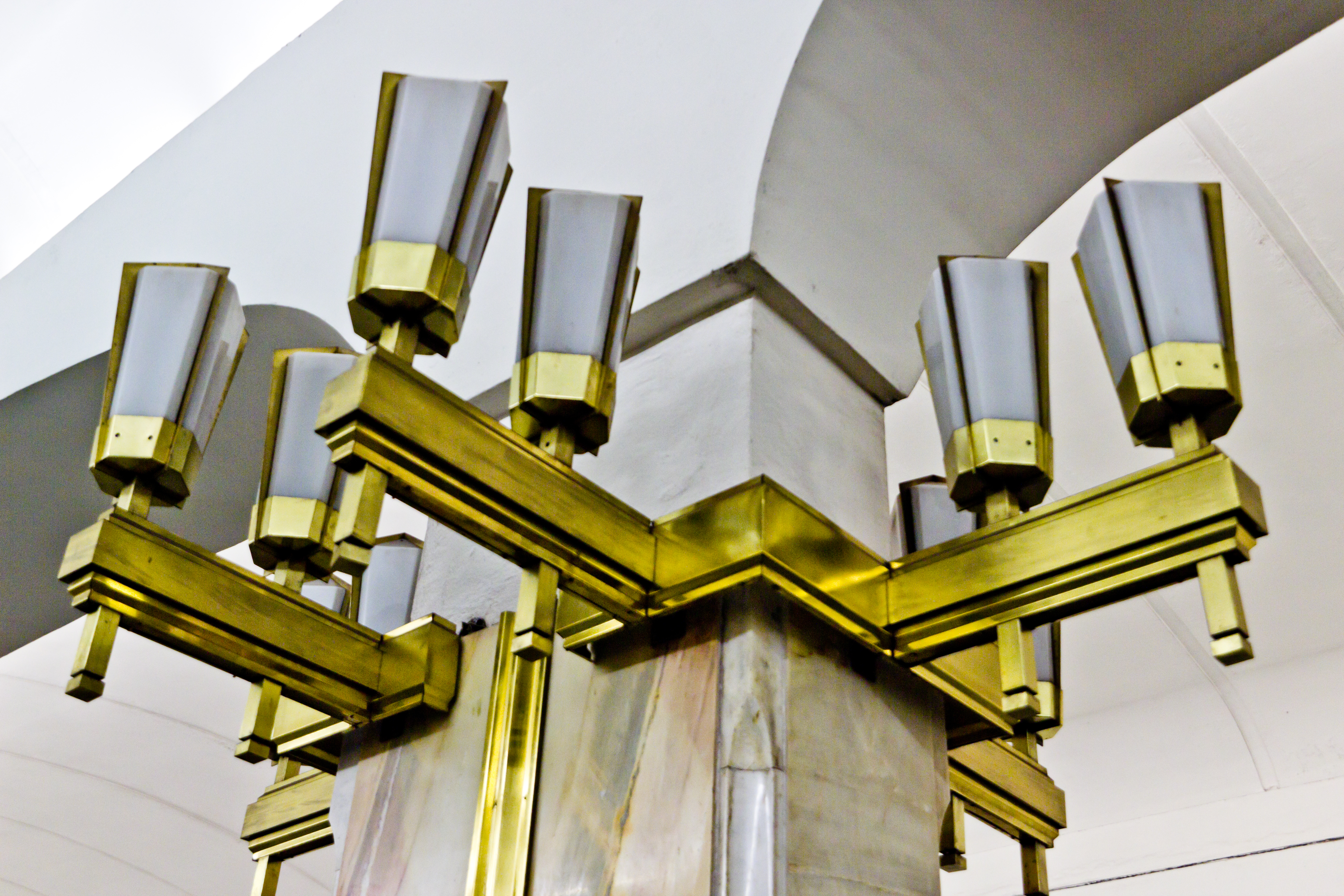
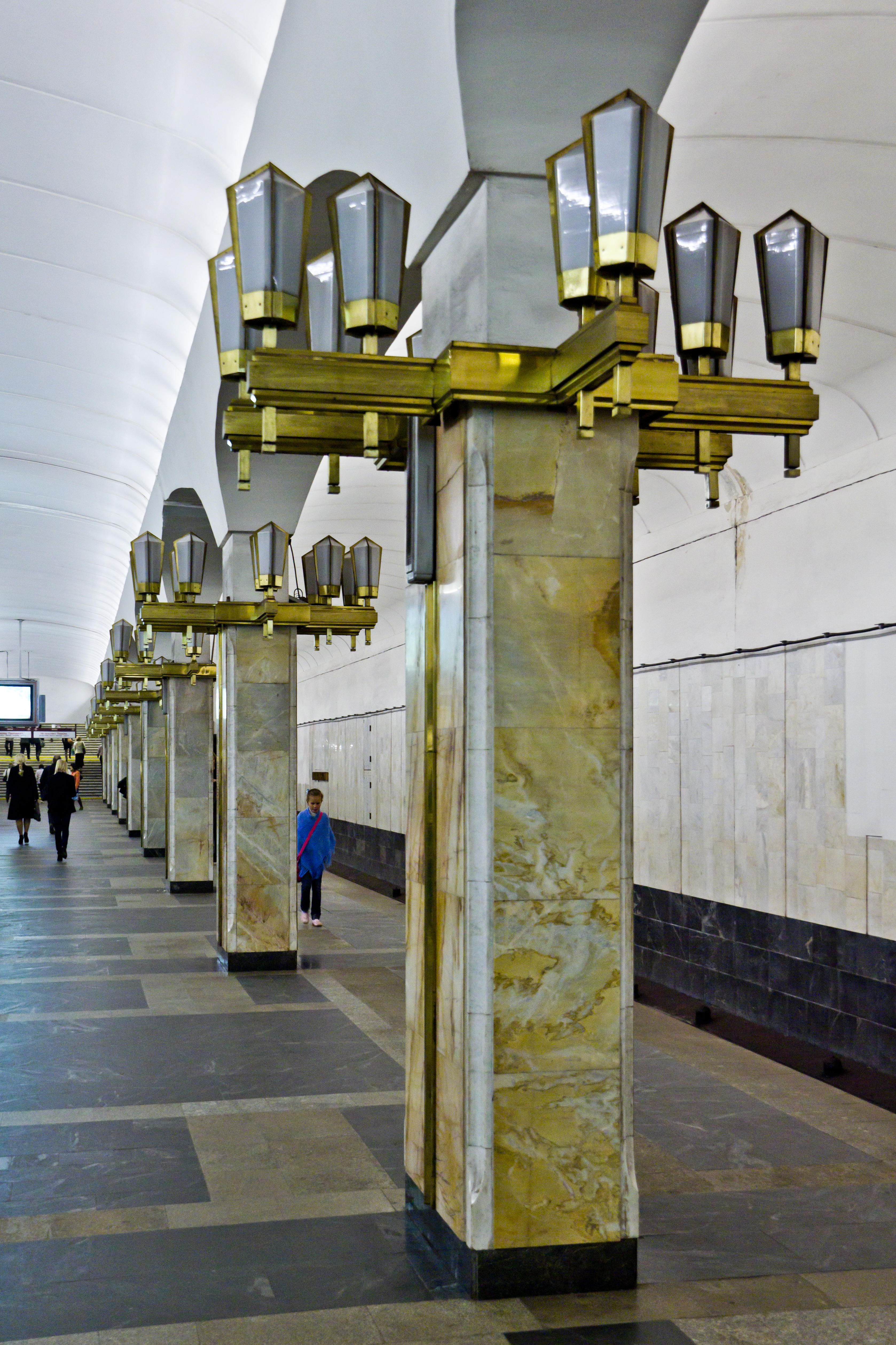